# Jeffrey Hammond

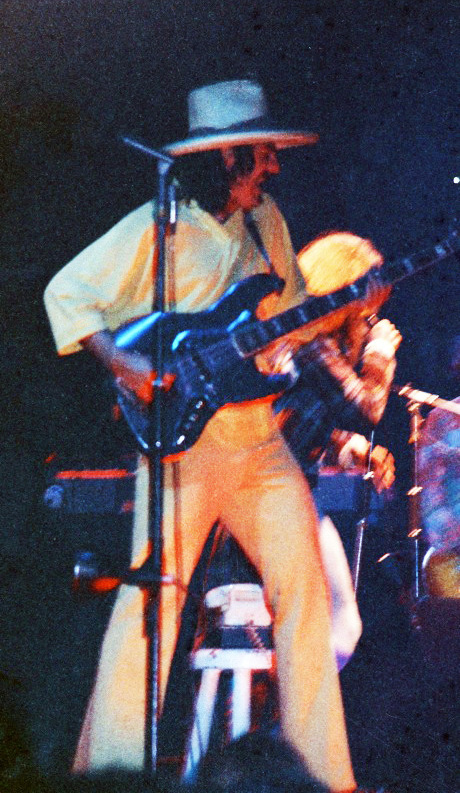
Con Jethro Tull en 1973.

Jeffrey Hammond-Hammond (30 de julio de 1946) fue el bajista de Jethro Tull entre los años 1970 y 1975.
Amigo de juventud de Ian Anderson, sustituyó al virtuoso Glenn Cornick al bajo. Sorprendentemente, cuando se incorporó al grupo, Hammond no sabía tocar este instrumento y fue Ian Anderson quien tuvo que enseñarle.
Ian Anderson le dedicó tres canciones antes de que Hammond se incorporara al grupo: "A Song for Jeffrey" (del álbum This Was, 1968),  "Jeffrey Goes to Leicester Square" (del álbum Stand Up, (1969) y "For Michael Collins, Jeffrey and Me" (del álbum Benefit, 1970).